# GP Ouest France-Plouay 2008 (mannen)
De GP Ouest France-Plouay 2008 was de 73ste editie van deze Franse wielerkoers en werd verreden op zondag 25 augustus. De Fransman Pierrick Fédrigo van Bouygues Télécom won de koers. Hij versloeg de Italiaan Alessandro Ballan van Lampre in de eindsprint. Op de derde plaats eindigde David López van Caisse d'Epargne. De sprint om de vierde plaats werd gewonnen door de Australiër Allan Davis van Mitsubishi-Jartazi. De Belg Greg Van Avermaet werd zevende en was de bestgeklasseerde Belg.

## Uitslag mannen
| GP Ouest France-Plouay 2008 |                    |                        |          |
| Plaats                      | Naam               | Ploeg                  | Tijd     |
| Winnaar                     | Pierrick Fédrigo   | Bouygues Télécom       | 5u42'44" |
| 2                           | Alessandro Ballan  | Quick Step             | z.t.     |
| 3                           | David López        | Brioches La Boulangère | + 0' 03" |
| 4                           | Allan Davis        | Mitsubishi-Jartazi     | + 0' 13" |
| 5                           | José Joaquín Rojas | Caisse d'Epargne       | z.t.     |
| 6                           | Arnaud Gérard      | Française des Jeux     | z.t.     |
| 7                           | Greg Van Avermaet  | Silence-Lotto          | z.t.     |
| 8                           | Romain Feillu      | Agritubel              | z.t.     |
| 9                           | Geoffroy Lequatre  | Agritubel              | z.t.     |
| 10                          | Manuele Mori       | Scott-American Beef    | z.t.     |
|                             |                    |                        |          |
| 69                          | Karsten Kroon      | Team CSC-Saxo Bank     | + 4' 20" |

Bretagne Classic: 1931 · 1932 · 1933 · 1934 · 1935 · 1936 · 1937 · 1938 · 1939 - 1944 · 1945 · 1946 · 1947 · 1948 · 1949 · 1950 · 1951 · 1952 · 1953 · 1954 · 1955 · 1956 · 1957 · 1958 · 1959 · 1960 · 1961 · 1962 · 1963 · 1964 · 1965 · 1966 · 1967 · 1968 · 1969 · 1970 · 1971 · 1972 · 1973 · 1974 · 1975 · 1976 · 1977 · 1978 · 1979 · 1980 · 1981 · 1982 · 1983 · 1984 · 1985 · 1986 · 1987 · 1988 · 1989 · 1990 · 1991 · 1992 · 1993 · 1994 · 1995 · 1996 · 1997 · 1998 · 1999 · 2000 · 2001 · 2002 · 2003 · 2004 · 2005 · 2006 · 2007 · 2008 · 2009 · 2010 · 2011 · 2012 · 2013 · 2014 · 2015 · 2016 · 2017 · 2018 · 2019 · 2020 · 2021 · 2022 · 2023 · 2024
Classic Lorient Agglomération: 1999 · 2000 · 2001 · 2002 · 2003 · 2004 · 2005 · 2006 · 2007 · 2008 · 2009 · 2010 · 2011 · 2012 · 2013 · 2014 · 2015 · 2016 · 2017 · 2018 · 2019 · 2020 · 2021 · 2022 · 2023 · 2024
 Tour Down Under · 
 Ronde van Vlaanderen · 
 Ronde van het Baskenland · 
 Gent-Wevelgem · 
 Amstel Gold Race · 
 Ronde van Romandië · 
 Ronde van Catalonië · 
 Dauphiné Libéré · 
 Ronde van Zwitserland · 
 Ploegentijdrit Eindhoven · 
 Clásica San Sebastián · 
  Eneco Tour · 
 GP Ouest France-Plouay · 
 Ronde van Duitsland · 
 Vattenfall Cyclassics · 
 Ronde van Polen